# Zakrze
Zakrze – wieś sołecka w Polsce położona w województwie mazowieckim, w powiecie łosickim, w gminie Łosice.
W latach 1975–1998 miejscowość administracyjnie należała do województwa bialskopodlaskiego.
Zakrze leży przy drodze Łosice – Korczew około 3 km na północny zachód od Łosic, w odległości ok. 3 km od stacji kolejowej Niemojki.

## Infrastruktura
21 września 2013 została oddana do użytku wyremontowana świetlica wiejska. Koszty remontu w 80% zostały pokryte z funduszy europejskich.
W sierpniu 2015 za sumę ok. 800 tys. zł wyremontowano liczący 940 m odcinek drogi powiatowej nr 2025W łączącej Zakrze ze Starymi Biernatami. Symboliczne otwarcie drogi nastąpiło 2 października 2015.
Przy drodze Łosice – Korczew znajduje się zabytkowa kapliczka. W maju 2012 dokonano remontu kapliczki ze względu na uszkodzenie w wyniku kolizji i jednocześnie odsunięto ją od osi jezdni. Poprzednio była odnowiona w roku 1998 na 550 parafii św. Apostołów Piotra i Pawła w Niemojkach. Od roku 1999 wierni kościoła rzymskokatolickiego należą do parafii Trójcy Świętej w Łosicach.

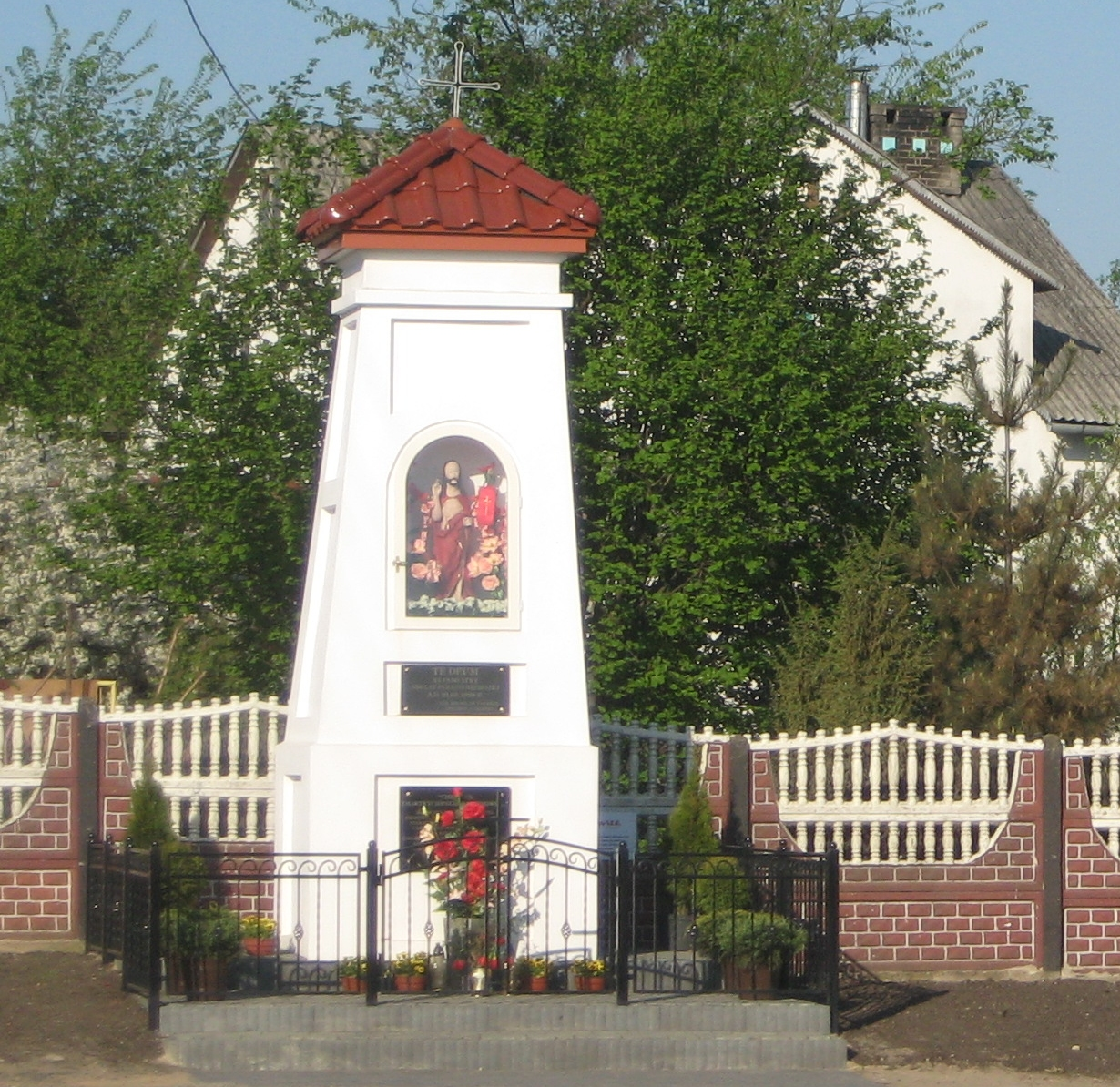
Zabytkowa kapliczka
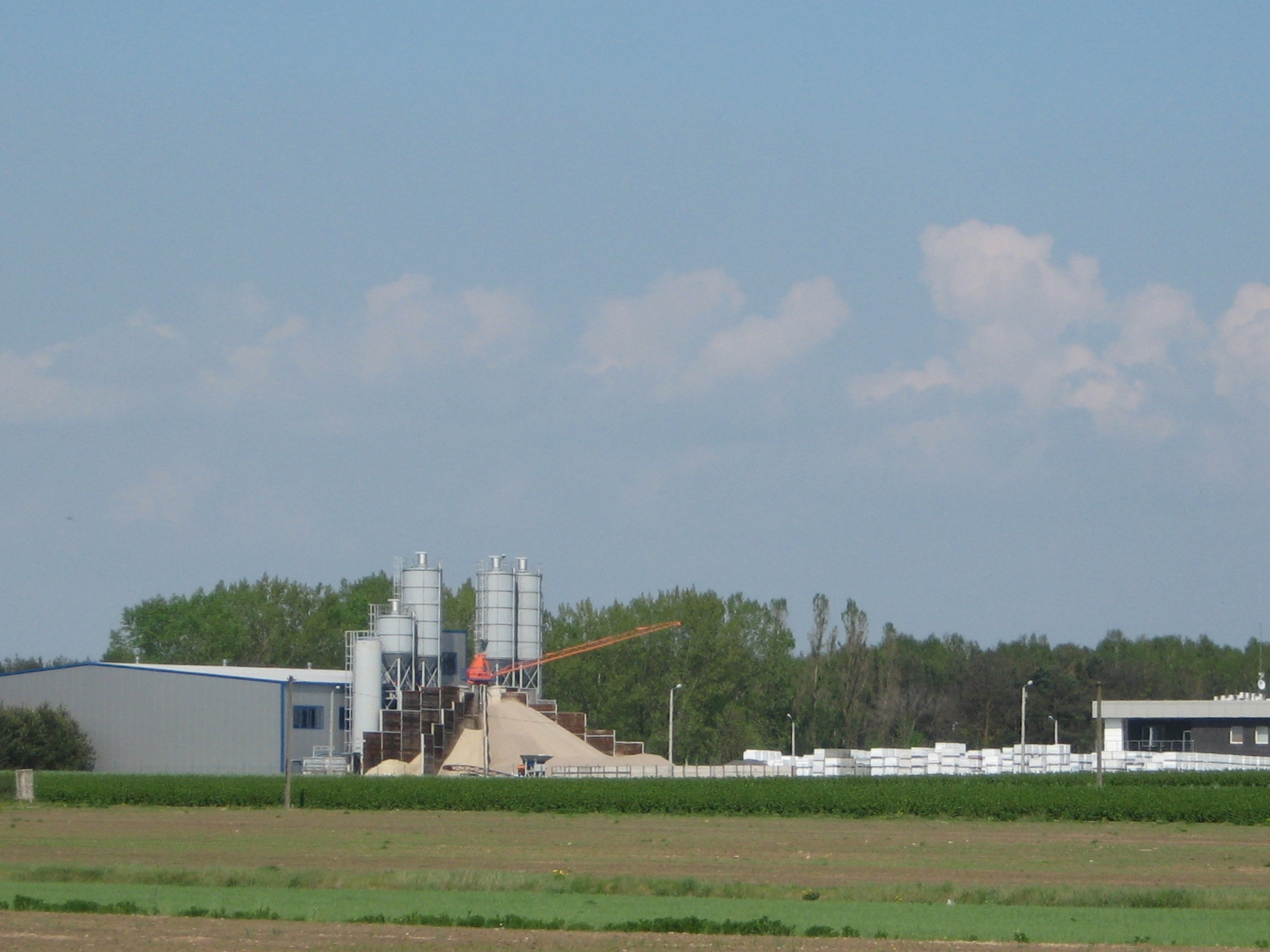
Wytwórnia wyrobów betonowych
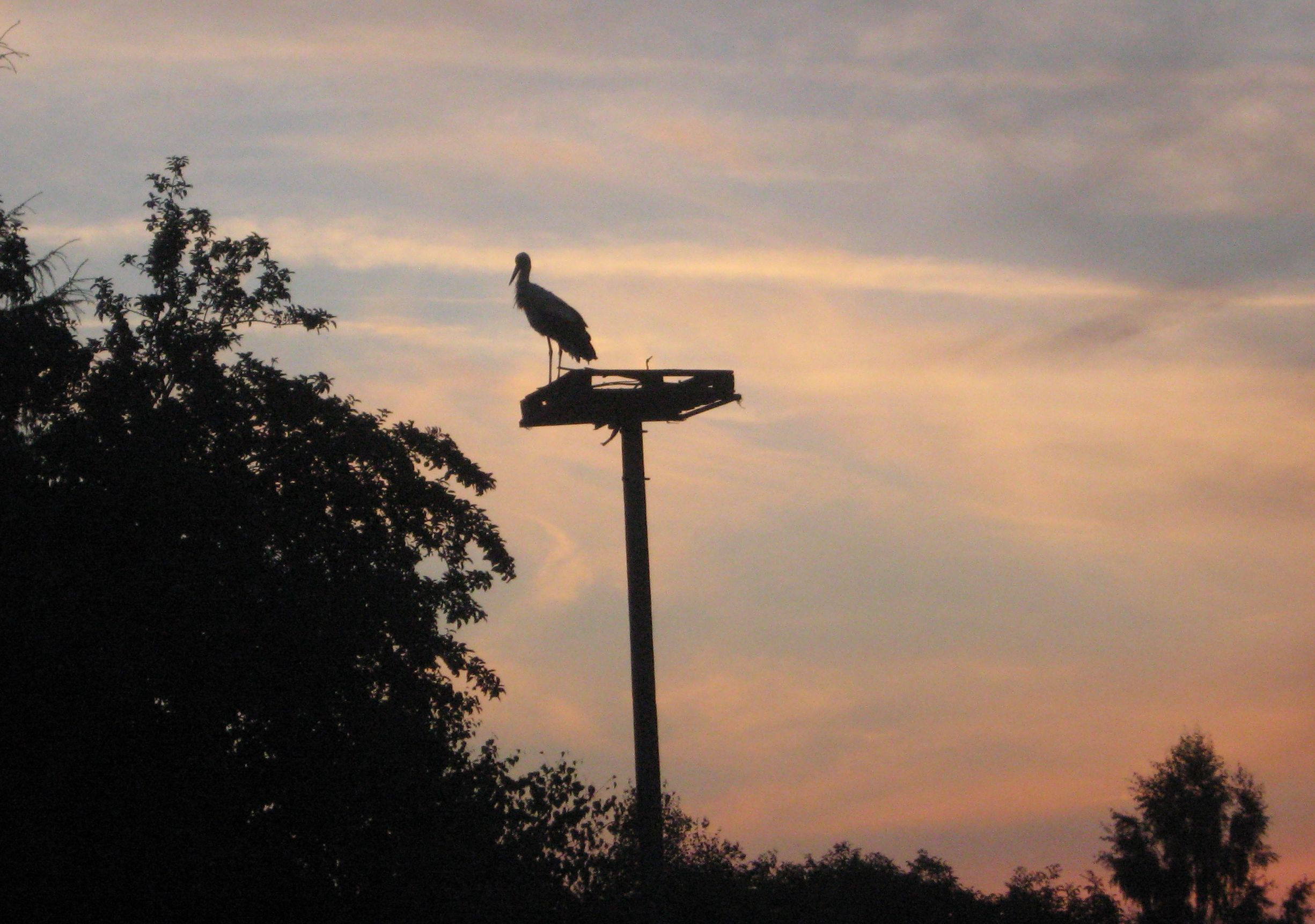
Bocianie gniazdo